# Ilha Orcas
A ilha Orcas (em inglês:  Orcas Island) é maior ilha do arquipélago das ilhas San Juan, situadas no estreito de Geórgia. Pertencem, como área não incorporada, ao condado de San Juan, estado de Washington, Estados Unidos. As ilhas de San Juan estão situadas na parte noroeste do estado de Washington.
A ilha tem 148,4 km² e 5387 habitantes, segundo o censo de 2010. A ilha é acessível através de um serviço público de ferry, com a travessia a partir de Anacortes a demorar uma hora e quinze minutos aproximadamente. O aeroporto da ilha tem voos regulares todos os dias.
A ilha Orcas é ligeiramente maior, mas menos populosa do que a vizinha ilha San Juan. Orcas tem uma forma que lembra a letra C, estando dividida quase ao meio por um grande golfo (assemelhando-se a um fiorde) dentro do qual está a pequena Ilha Skull a poucos metros da costa. No extremo norte da ilha encontra-se a vila de Eastsound, que é a maior povoação da ilha e a segunda maior do condado de San Juan. Em 1989, a Nação Lummi (uma tribo nativa americana) tomou conta de uma aldeia e cemitério na área de Madrona Point de Orcas, a uma curta distância de Eastsound, e transformou a área em Madrona Point Park, uma reserva privada com centenas de Arbutus menziesii emergindo da costa rochosa.
Outros aglomerados menores na ilha incluem Orcas Village (onde os Washington state ferries atracam), West Sound (tecnicamente parte de Eastsound), Deer Harbor, Rosario (tecnicamente parte de Eastsound), Olga e Doe Bay. Há acomodações de visitantes em cada um destes aglomerados. Destas, Olga e Doe Bay são as menos povoadas e geralmente as mais tranquilas a leste da ilha. Em Olga, há um popular café e galeria de arte localizado dentro de uma antiga fábrica de conservas de morango, onde artistas locais vendem suas obras, e oficinas para cerâmica e vidro. Doe Bay é mais conhecida pelo seu epónimo hotel rústico.
O nome "Orcas" é uma forma encurtada de "Horcasitas", de Juan Vicente de Güemes Padilla Horcasitas y Aguayo, 2.º Conde de Revillagigedo, o Vice-Rei do México que enviou uma expedição de exploração sob Francisco de Eliza para o Noroeste Pacífico em 1791. Durante a viagem, Eliza explorou parte das Ilhas san Juan. Não aplicou o nome Orcas especificamente à ilha Orcas, mas sim a uma parte do arquipélago. Em 1847, Henry Kellett atribuiu o nome Orcas à Ilha Orcas durante a sua reorganização das cartas do Almirantado Britânico. O trabalho de Kellett eliminou os nomes patrioticamente americanos que Charles Wilkes tinha dado a muitas características das San Juan durante a Expedição Wilkes de 1838-1842. Wilkes tinha nomeado a Ilha Orcas "Ilha Hull",", em homenagem ao Comodoro Isaac Hull. Outras características da Ilha Orcas nomeadas por Wilkes incluem "Ironsides Inlet" para East Sound e "Guerrier Bay" para West Sound. Um dos nomes que Wilkes deu permanece: o Monte Constituition, ponto mais alto da ilha.